# Лоскутовка
Лоскутовка (укр. Лоскутівка) — посёлок, относится к Северодонецкому району Луганской области Украины. С июня 2022 года посёлок находится под российской оккупацией.
Население по переписи 2001 года составляло 855 человек. Почтовый индекс — 93323. Телефонный код — 6474. Занимает площадь 2,512 км². Код КОАТУУ — 4423857502.

## Местный совет
93321, Луганська обл., Попаснянський р-н, смт Мирна Долина, вул. Освіти, буд. 1  (укр.)